# Phlebia citrea
Phlebia citrea är en svampart som först beskrevs av Narcisse Theophile Patouillard, och fick sitt nu gällande namn av Nakasone 2003. Phlebia citrea ingår i släktet Phlebia och familjen Meruliaceae.   Inga underarter finns listade i Catalogue of Life.